# Parafia śś. Cyryla i Metodego w Bracku
Parafia śś. Cyryla i Metodego w Bracku – rzymskokatolicka parafia znajdująca się w Bracku, w diecezji Świętego Józefa w Irkucku, w dekanacie irkuckim, w Rosji. Parafię prowadzą klaretyni.
Patronami parafii są:
- śś. Cyryl i Metody
- św. Antoni Maria Claret
- bł. Edmund Bojanowski.

## Historia
Po upadku komunizmu wierni z Bracka prosili biskupa o powołanie stałego kapłana w tym mieście. Został on wyznaczony 8 stycznia 1998. Jeszcze w tym samym roku zarejestrowano parafię oraz wybudowano kościół, który 8 listopada 1998 konsekrował biskup pomocniczy administratury apostolskiej Syberii Jerzy Mazur. W 2003 parafia została przekazana klaretynom.